# Журнан
Журна́н (фр. Journans) — коммуна во Франции, находится в регионе Рона — Альпы. Департамент — Эн. Входит в состав кантона Пон-д’Эн. Округ коммуны — Бурк-ан-Брес.
Код INSEE коммуны — 01197.

## География
Коммуна расположена приблизительно в 380 км к юго-востоку от Парижа, в 60 км северо-восточнее Лиона, в 11 км к юго-востоку от Бурк-ан-Бреса.
По территории коммуны протекает река Ресуз.

## Климат
Климат полуконтинентальный с холодной зимой и тёплым летом. Дожди бывают нечасто, в основном летом.

## Население
Население коммуны на 2010 год составляло 324 человека.
| 1962 | 1968 | 1975 | 1982 | 1990 | 1999 | 2010 |
| ---- | ---- | ---- | ---- | ---- | ---- | ---- |
| 186  | 191  | 174  | 277  | 286  | 330  | 324  |

## Администрация
| Период | Период | Фамилия         | Партия | Примечания |
| ------ | ------ | --------------- | ------ | ---------- |
| 1995   | 2001   | Сильвен Деронья |        |            |
| 2001   | 2010   | Жеральд Леви    |        |            |
| 2010   | 2020   | Жерар Сезерья   |        |            |

## Экономика
В 2010 году среди 217 человек трудоспособного возраста (15—64 лет) 161 были экономически активными, 56 — неактивными (показатель активности — 74,2 %, в 1999 году было 73,9 %). Из 161 активных жителей работали 153 человека (79 мужчин и 74 женщины), безработных было 8 (5 мужчин и 3 женщины). Среди 56 неактивных 16 человек были учениками или студентами, 36 — пенсионерами, 4 были неактивными по другим причинам.

## Фотогалерея

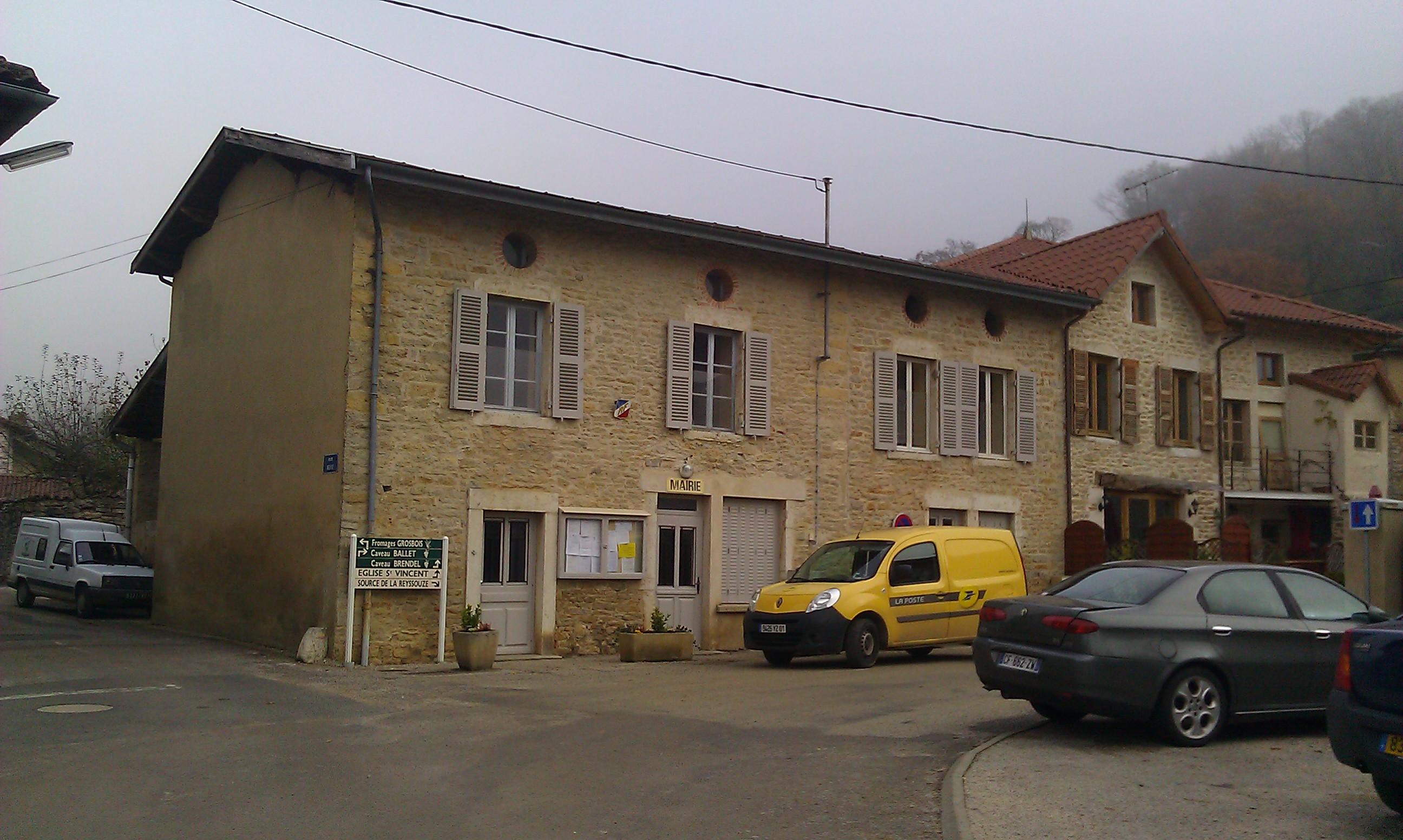
Мэрия
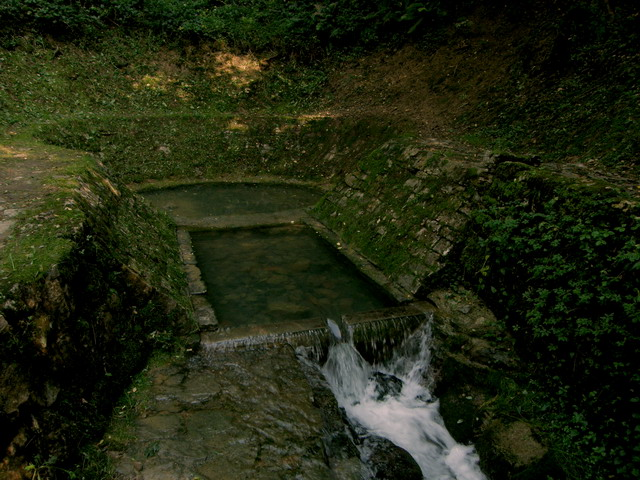
Карстовый родник
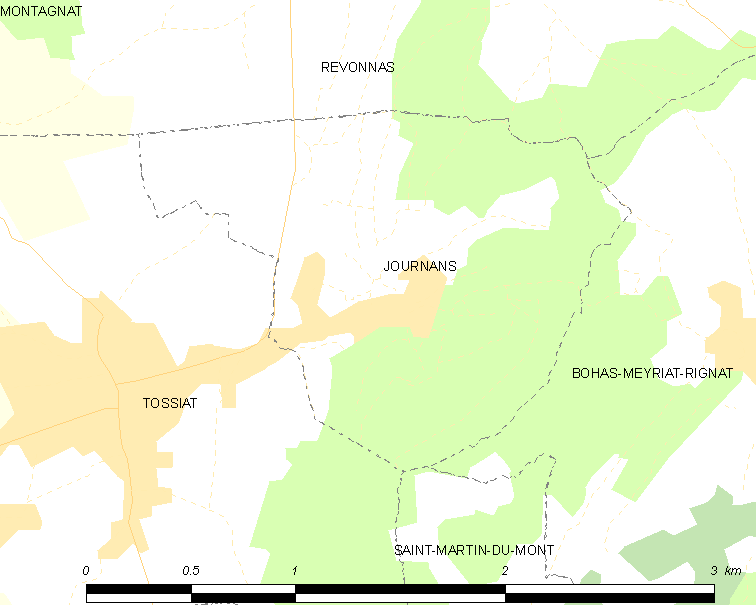
Карта коммуны